# عملات نبطية

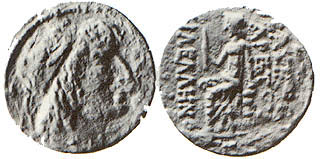
أريتاس الثالث 85 ق

بدأ سك العملة النبطية في عهد أريتاس الثاني ، ج. – 110 - 96قبل الميلاد ولكن كان وريثه أريتاس الثالث ، الذي كان في ذلك الوقت في المسيطر على الأرض التي تمتد إلى دمشق . تعتمد العملة الفضية على وزن ديناروس الروماني أو دراخما اليوناني ،  حيث أن المناطق المجاورة حول الأنباط استخدمت نظام الوزن اليوناني ، ويفترض أن العملات المعدنية من هذا المعيار. الاسم المحلي للطوائف غير معروف لذلك يتم استخدام الديناروس اللاتيني مكافئ للدراخما اليوناني بالتبادل.
يقول بعض المؤلفين أنه يعتمد على دراخما الفينيقية بدلاً من معيار وزن الدراخما العلية .  الأكثر شيوعًا هو العملة البرونزية الصغيرة بين 5-25   مم في القطر ، والتي كانت تستخدم في نفس الوقت عملات معدنية من اليهودية .  اسم هذه العملات غير معروف لكنها تتوافق مع العملات البرونزية الشائعة التي صدرت في ذلك الوقت في منطقة النفوذ اليونانية.

## فضة
بوزن 4.5 تقريبا   غرام  تم إصدار العملات المعدنية من قبل معظم الملوك ، مع وجود الملك وزوجته على الوجه الآخر أو على شكل ملك أو أنثى على ظهره.  تأتي الطوائف في 1 دينار / دراخما   وربع  من الوحدة بوزن 1   غرام في المتوسط.
بعض الأمثلة على العملات المعدنية هي:
- 19-20 قبل الميلاد ، 15.00 ملم ، 4.555 غ ، Meshorer 96
- 26 - 25 قبل الميلاد ، 14.3 ملم ، 3.88 غ ، Meshorer 103

## رصاص
تم إصدار عملات الرصاص مع الملك من جهة والثور أو مع إله على الجانب الآخر وأحيانًا يتم استبدال صورة الملوك بإله (زيوس؟ ) 

## البرونز والنحاس
عادة ما يصور الملك مع زوجته أو بدونها على الوجه و الوفرة في الخلف .  كان أريتاس مكلل بالغار و وجهه لليمين ، و خلفه ملكة بالحجاب.  

## روابط خارجية
- النبطية. شبكة
- شبه الجزيرة العربية
- والتجارة
- قراءة وفهم الأنباط على العملات - قائمة كاملة